# Activités de la CIA au Canada
Les activités de la CIA au Canada sont entreprises, par tradition, librement et sans surveillance significative dans tout le Canada, bénéficiant du « consentement général » du gouvernement canadien. Dans les années 1950, des informations ont été librement communiquées à la CIA en échange d'informations en provenance des États-Unis,,. Le Canada a toujours refusé d'exprimer sa contrariété, même lorsqu'il était clair que la CIA opérait sans aucune autorisation sur le territoire.
Les défenseurs de la CIA ont fait remarquer que le Canada était vital pour les opérations de la CIA car il « occupait physiquement le territoire entre les États-Unis et l'Union soviétique. Cependant, le 28 mai 1975, le solliciteur général Warren Allmand a ordonné à la Gendarmerie royale du Canada (GRC) de commencer à enquêter sur les niveaux d'implication de la CIA dans les affaires canadiennes.
Aujourd'hui, le pays continue de coopérer avec la CIA, permettant à leurs black sites, permettant aux avions fantômes  d'atterrir et de se ravitailler au Canada, avant de livrer des prisonniers à des lieux inconnus. L'homologue canadien de la CIA est le Service canadien du renseignement de sécurité (SCRS) et son agence coopère fortement avec la CIA.
La CIA a convaincu l'Institut Allan Memorial d'autoriser une série de tests de contrôle mental sur neuf patients de l'école de Montréal, dans le cadre de leur projet MKULTRA en cours.
Les expériences ont été exportées au Canada lorsque la CIA a recruté le psychiatre écossais Donald Ewen Cameron, créateur du concept de « psychic driving (en) », que la CIA a trouvé particulièrement intéressant. Cameron espérait corriger la schizophrénie en effaçant les souvenirs existants et en reprogrammant la psyché.
Il a fait la navette d'Albany, New York à Montréal chaque semaine et a été payé 69 000 $ de 1957 à 1964 pour y mener des expériences Projet MK-Ultra. En plus du LSD, Cameron a également expérimenté divers médicaments paralytiques ainsi que la thérapie électroconvulsive à trente à quarante fois la puissance normale. Ses expériences de « conduite » consistaient à mettre des sujets dans un coma induit par la drogue pendant des semaines (jusqu'à trois mois dans un cas) tout en jouant enregistrements audio répétés indéfiniment de bruit ou de simples déclarations répétitives. Ses expériences étaient généralement menées sur des patients qui étaient entrés dans l'institut pour des problèmes mineurs tels que des troubles anxieux et une dépression post-partum, dont beaucoup souffraient en permanence de ses actions. Ses traitements ont entraîné l'incontinence urinaire des victimes, l'amnésie, l'oubli de la façon de parler, l'oubli de leurs parents et la pensée que leurs interrogateurs étaient leurs parents,.
Lorsque les poursuites ont commencé en 1986, le gouvernement canadien a nié avoir eu connaissance du fait que Cameron était parrainé par la CIA. Cela s'est avéré plus tard faux, à la suite d'un reportage de la série documentaire de renommée internationale de CBC The Fifth Estate selon laquelle le financement du Dr Cameron pour son expérimentation humaine barbare avait été fourni par le gouvernement canadien avait été fourni dans une mesure égale ou supérieure au financement de CIA.
Depuis ces révélations, certaines familles des victimes ont reçu de petits paiements de règlement, mais le gouvernement Trudeau a maintenu la politique d'obliger les victimes à consentir à un bâillon avant de recevoir une quelconque indemnisation.
De même, une maigre compensation a été versée aux victimes canadiennes de Projet MK-Ultra par le gouvernement américain en 1988. Curieusement, les victimes américaines de l'expérimentation MK-Ultra n'ont jamais reçu une quelconque compensation similaire de leur propre gouvernement, même après qu'une expérimentation humaine tout aussi illégale et contraire à l'éthique ait été officiellement reconnue en 1995 par l'administration de Bill Clinton, qui s'est excusé publiquement auprès des milliers de victimes avant que l'affaire ne disparaisse rapidement des gros titres et n'ait plus été discutée depuis à titre officiel.

## Manipulation des affaires politiques
Lorsque le programme aérospatial Avro Arrow a été annulé en 1959, beaucoup croyaient que la CIA était en partie responsable, craignant l'intrusion canadienne dans la domination aérospatiale.
En 1961, la CIA a rédigé une estimation du renseignement intitulée Tendances de la politique étrangère canadienne qui suggérait que le gouvernement progressiste-conservateur de John Diefenbaker « pourrait emmener le Canada dans une direction divergente » et rechercher « une politique étrangère plus indépendante » et suggérait qu'un retour du Parti libéral pourrait « adoucir la résistance canadienne au stockage d'armes nucléaires sur le sol canadien ». En 1967, le premier ministre Lester Pearson a annoncé qu'il enquêterait sur les allégations de la CIA l'aidant à évincer Diefenbaker.
En 1982, le député canadien Svend Robinson a accusé la CIA d'avoir infiltré la GRC et d'avoir acheminé des contributions politiques vers des politiciens favoris lors des élections provinciales de 1970 à 1976. L'information semblait provenir de John H. Meier, un assistant de Howard Hughes, mais une enquête secrète n'a révélé aucune preuve d'un tel complot. Les allégations de la GRC remontent à 1977, lorsqu'il a été démontré qu'elles étaient « liées » étroitement à la CIA.
En 1964, la CIA surveillait également de près l'industrie canadienne du blé, car les États-Unis espéraient vendre du blé aux pays du bloc soviétique Lorsque la crise des otages américains en Iran, le diplomate canadien Kenneth D. Taylor a été nommé « chef de station de facto de la CIA » dans le pays, mais a gardé son nouveau poste secret des Canadiens.
Une indication de l'étroite coopération opérationnelle des États-Unis avec le Canada est la création d'une nouvelle étiquette de distribution de messages au sein du principal réseau de communication militaire américain. Auparavant, le marquage de NOFORN (no foreign nationals) exigeait que l'auteur précise quels pays non américains, le cas échéant, pouvaient recevoir les informations. Une nouvelle précaution de manipulation, , utilisé principalement sur les messages de renseignement, offre un moyen plus simple d'indiquer que le matériel peut être partagé avec les membres de Five Eyes.
Consciente que la famille canadienne Khadr disposait de précieux renseignements sur les rouages d'Al-Qaïda, la CIA engagea Abdurahman Khadr pour servir d'informateur et infiltrer les cercles islamistes. La CIA a également payé au gouvernement pakistanais 500 000 dollars pour capturer et interroger son frère aîné, Abdullah Khadr, le torturant ostensiblement pour obtenir des réponses et des aveux.
En 2006, le Canada avait autorisé 76 vols de la CIA à utiliser les bases aériennes du pays, principalement au Nunavut et au Labrador, pour transporter des prisonniers de la guerre contre le terrorisme vers des sites noirs à l'étranger.